# Ahmad Ben Bella
Ahmad Ben Bella (arab. ‏أحمد بن بلّة‎ Ahmad ibn Balla; ur. 25 grudnia 1916 w Maghnii, zm. 11 kwietnia 2012 w Algierze) – pierwszy prezydent Algierii, przez wielu uważany za ojca państwa, urodzony w małym miasteczku Maghnia w zachodniej Algierii w sufickiej rodzinie; współzałożyciel Frontu Wyzwolenia Narodowego. W latach 1962–1965 był premierem Algierii, a od 1963 do 1965 prezydentem.

## Życiorys

### Młodość i walka o niepodległość
Pochodził z chłopskiej rodziny. Urodził się w Maghnii na granicy Algierii i Maroka. Od 1937 roku służył w armii francuskiej. W trakcie II wojny światowej wziął udział w walkach za co otrzymał Krzyż Wojenny (1940). Pod koniec wojny wziął udział w starciach we Włoszech, za co w 1944 roku przyznano mu Médaille militaire. Po zakończeniu wojny powrócił do rodzinnej Maghnii i zasilił ruch nacjonalistyczny. W 1948 roku znalazł się w gronie założycieli Tajnej Organizacji będącej wojskowym skrzydłem podziemnego Ruchu na Rzecz Triumfu Wolności Demokratycznych. Po napadzie na pocztę w Oranie w 1950 roku (pieniądze z napadu miały posłużyć ruchowi nacjonalistycznemu) został skazany na karę więzienia. W 1952 roku zbiegł z więzienia po czym po krótkim ukrywaniu się, zbiegł do egipskiego Kairu, gdzie zyskał pomoc sympatyków rewolucyjnego prezydenta Gamala Abdela Nasera.
W listopadzie 1954 roku wraz z innymi algierskimi przywódcami emigracyjnymi z Egiptu, spotkał się na terenie Szwajcarii z liderami nacjonalistycznymi z obszaru Algierii (wszyscy spośród dziewięciu uczestników spotkania byli byłymi członkami Tajnej Organizacji). Na spotkaniu zadecydowali oni o powołaniu Komitetu Rewolucyjnego Jedności i Akcji (a według innych tłumaczeń Rewolucyjnej Rady Jedności i Działania). Ben Bella stanął na czele Komitetu. Dowodzona przez niego grupa postawiła sobie za cel przygotowanie powstania narodowego. Datę wystąpienia wyznaczono na 1 listopada 1954 roku.
W dniu wybuchu powstania Komitet Rewolucyjny Jedności i Akcji przekształcił się we Front Wyzwolenia Narodowego. Front powołał własne siły zbrojne – Narodową Armię Wyzwoleńczą dowodzone przez pułkownika Huari Bumediena. Ben Bella posiadał we Froncie ważną rolę polityczną i odpowiedzialny był za organizowania transportu broni do Algierii. W 1956 roku miały miejsce dwa nieudane zamachy na jego życie, jeden w Kairze, drugi w Trypolisie w Libii. W październiku tego samego roku na skutek francuskiej interwencji marokański samolot wylądował w Algierze, zmuszając jego pasażerów – Ahmada Ben Bellę i pięciu innych przywódców algierskich do podporządkowania się władzom francuskim: zostali aresztowani i zatrzymani we Francji. W 1958 roku został zaocznie wybrany wiceprezydentem Algierii. W marcu 1962 francuski prezydent Charles de Gaulle zwrócił wolność Ben Belli, który podjął rozmowy z francuskim premierem Georges'em Pompidou w Évian-les-Bains.

### Jako przywódca niepodległej Algierii
Po rozmowach między Pompidou a Ben Bellą zawarto porozumienie w sprawie zawieszenia broni. Algieria stała się niepodległym państwem, zaś armia Francji opuściła jej terytorium. Ahmad Ben Bella objął funkcję premiera Rządu Tymczasowego powstałego we wrześniu 1962, zaś rok później został pierwszym prezydentem w historii republiki. Po wybraniu na stanowisko prezydenta w dalszej mierze sprawował urząd premiera. Jego władza została wzmocniona jeszcze bardziej w 1964 roku, kiedy to został sekretarzem generalnym rządzącej monopartii. Ben Bella w różnych okresach czasu stał ponadto na czele armii, jako naczelny wódz oraz kierował ministerstwami informacji, spraw wewnętrznych, finansów, gospodarki i planowania.
Swoje rządy oparł na gronie współpracowników wywodzących się z wiejskich regionów kraju. Jego rządy w państwie i partii związane były z walkami wewnątrzpartyjnymi. Ben Bella będący zwolennikiem awangardowego charakteru Frontu usunął z partii zwolenników partii masowej skupionych wokół Mohammeda Khidera. Rozbił również tak zwane stronnictwo kabylskie Ad’ta Ahmeda. Po zwycięstwie nad opozycją przystąpił do budowy socjalistycznego (uznawał socjalizm za tożsamy z islamem) ustroju Algierii mającego w jego założeniach opierać się na rolnictwie. Reformy wzorował na zasadach stosowanych w Egipcie Gamala Abdel Nassera (jednak w odróżnieniu do niego zachowywał krytyczny stosunek do panarabizmu). Pierwszym krokiem mającym poskutkować budową nowego państwa była reforma rolna usankcjonowana poprzez dekrety z marca i października 1963 roku. W jej ramach wywłaszczono posiadaczy zarówno algierskich i francuskich (choć wcześniej obiecywano wywłaszczyć jedynie Francuzów i ich kolaborantów). Na zajętych przez państwo ziemiach miejscowi rolnicy tworzyli komitety samorządowe.
Skutecznie zabiegał o pomoc Francji. Francja będąca dotychczas przeciwnikiem Frontu Wyzwolenia Narodowego wsparła rząd. Francuzi udzielili Ben Belli pomocy w postaci gospodarczej, finansowej, handlowej i kadrowej. Algieria korzystała dzięki temu z pomocy w inwestycjach, eksportowała do Francji swoje towary, a na terenie kraju pracowali francuscy specjaliści i nauczyciele. Była metropolia zgodziła się ponadto przyjąć ponad 500 tysięcy robotników algierskich. Francuska pomoc była w Algierii przyjmowana niechętnie (ze względu na niedawną wojnę). Niemniej jednak Ben Bella nie był politykiem realizującym interesy francuskie, w polityce wewnętrznej realizował bowiem politykę przejmowania majątków należących do byłych kolonialistów. Mimo że Algieria była krajem nominalnie socjalistycznym, 70-80% wymiany handlowej realizowano z państwami zachodnioeuropejskimi (w tym 50% z Francją), podczas gdy wymiana z krajami socjalistycznymi wynosiła jedynie 5%. Choć socjalistyczny rząd uznał Związek Socjalistycznych Republik Radzieckich za stronę „bratnią”, to kontakty z tym krajem pozostawały niewielkie, ZSRR ograniczył się jedynie do udzielania Algierczykom pomocy technicznej i pożyczek. Sam Ben Bella pozostawał podejrzliwy w kwestii interesów ZSRR w regionie. Ważnym elementem polityki Belli było również wspieranie na różne sposoby i zaopatrywanie ruchów, które uznawał on za antykolonialne. Wsparł rebeliantów walczących o niepodległość Angoli, PAIGC (grupę walczącą o niepodległość Gwinei Bissau i Wysp Zielonego Przylądka) oraz antyapartheidowski Afrykański Kongres Narodowy. Działania te miały doprowadzić do uznania go w przyszłości za nieformalnego lidera Trzeciego Świata.
W polityce zagranicznej nawiązał bliską współpracę z grupą antysyjonistycznych państw arabskich. Nie zadowalające stosunki dzieliły jednak Algierię z sąsiednimi państwami. Tunezja oskarżała Ben Bellę o udzielanie schronienia tunezyjskim spiskowcom, a z Marokiem toczył się spór graniczny. Konflikt graniczny doprowadził do wybuchu w październiku 1963 roku regularnej wojny algiersko-marokańskiej (tzw. wojna piaskowa). Algieria została zaatakowana jako pierwsza przez wojska marokańskie. Rząd Belli w konflikcie wsparty został przez Kubę i Zjednoczoną Republikę Arabską. Algieria wyszła z kryzysu zwycięsko odnosząc w walkach sukces.
We wrześniu 1963 roku opanował powstanie na terenie Kabylii. Powstańcy opowiedzieli się przeciwko rządowi ze względu na rządowe plany konfiskaty ziemi. Dowódca powstania, Ad’t Ahmed, sam właściciel majątku ziemskiego,
zjednoczył Kabylów w ramach Frontu Sił Socjalistycznych. Powstanie w dużej mierze upadło na skutek wybuchu wojny z Marokiem – zwolennicy Ahmeda na wieść o konflikcie opuścili oddziały powstańcze i przyłączyli się do obrony granic. Pod koniec 1963 roku Ben Bella rozpoczął proces „pojednania narodowego”, wypuszczając z więzień wielu kabylskich opozycjonistów. Gest prezydenta nie poskutkował a wielu z uwolnionych przyłączyło się do Frontu Sił Socjalistycznych. Ben Bella skłaniający się ku radykalnemu skrzydłu partii musiał się zmierzyć również z prawicową opozycją zbierającą w rządzącej monopartii coraz większą popularność. Prawica domagała się odłożenia reformy rolnej, zmian w polityce finansowej, wyborów parlamentarnych i wprowadzenia polityki przyjaznej inwestycjom. Bella przystąpił do dalszej konsolidacji władzy. 16 kwietnia 1964 roku odbył się partyjny zjazd, na którym uchwalono program partii nazwany Kartą algierską. W dokumencie zadeklarowano, że podstawowym zadaniem partii jest budowa społeczeństwa socjalistycznego. Określono dwóch podstawowych wrogów socjalizmu – lokalną burżuazję i zagraniczny kapitał, w polityce zagranicznej podkreślono konieczność dalszego uniezależnienia. W gospodarce z kolei zapowiedziano okresy przejściowe, w trakcie trwania których zachowana miała być własność ziemska i prywatna własność w sektorze usług i przemysłu.
Opozycja nie uznała konsolidacji władzy przez Bellę. Rządy Ben Belii coraz bardziej nie podobały się środowisku wojskowych, ponadto cały czas istniała opozycja wewnątrz partii. Wojsko szczególnie krytycznie przyjęło prezydencką propozycję utworzenia milicji, co odebrano jako brak zaufania względem armii. Prezydentowi zarzucano nadmierną rozrzutność, bałaganiarstwo, brak konsekwencji. Krytycy zwracali uwagi na jego sposób noszenia zbliżony do filmowego amanta. W czerwcu 1964 roku doszło do nieudanej rebelii pod przywództwem pułkownika Mohammeda Chaabani. Po straceniu lidera buntu wojskowego, na czele opozycji w armii stanął pułkownik Huari Bumedien (usunięty przez Ben Bellę ze stanowiska ministra obrony narodowej w październiku 1963 roku). Prezydent, nie chcąc doprowadzić do zwiększenia roli Bumediena w państwie, rozpoczął proces usuwania ministrów związanych z pułkownikiem. Momentem kulminacyjnym sporu okazała się zapowiedź prezydenta z czerwca 1965 roku, kiedy ogłosił on zwołanie posiedzenia Biura Politycznego, na którym miano zadecydować o zmianach w armii i powołaniu milicji.
Pułkownik Bumedien zdecydował się na zamach stanu i aresztowanie prezydenta. Militarny pucz odbył się 19 czerwca 1965 i był całkowicie bezkrwawy. Zamach odbył się przed konferencją państw afroazjatyckich, mającą odbyć się w Algierze – wojsko obawiało się, że Ben Bella wykorzysta konferencję do dalszego wzmocnienia zakresu własnej władzy.

### Utrata władzy i późniejsze życie
Ahmad Ben Bella utracił stanowisko i do 1979 przebywał w areszcie domowym w M’Sila w południowo-zachodnich górach Algierii. W grudniu 1978 zmarł Bumedien, a nowy rząd ograniczył restrykcje wobec Ben Belli. Prezydent Szadli Bendżedid 3 lipca 1979 zwolnił Ben Bellę z aresztu domowego. W 1980 roku Ben Bella wyjechał na emigrację, przebywał we Francji i Szwajcarii. Powrócił do kraju w 1990 roku po zniesieniu w Algierii systemu monopartyjnego. Został przywódcą Ruchu na rzecz Demokratycznej Algierii. W wyborach lokalnych w 1990 jego partia została pokonana przez radykalnych islamistów z Islamskiego Frontu Ocalenia, co doprowadziło do zaniechania przez Ben Bellę planów powrotu do polityki. W styczniu 1995 roku wziął udział w rozmowach na temat zakończenia wojny domowej.
11 kwietnia 2012 roku zmarł w swoim domu w Algierze. Miał 93 lata. Po jego śmierci w Algierii zarządzono 8 dni żałoby narodowej.